# 阿德萊迪灣大廈
阿德萊迪灣大廈（英語：Bay Adelaide Centre）是位於加拿大安大略省多倫多的辦公大樓。第一期西大樓樓高51層，於2009年7月完工。第二期東大樓樓高44層，定於2016年完工。第三期北大樓則在規劃中。
該大樓是1980年代多倫多市中心建設項目系列的最後一個。當時正值經濟繁榮的年代，同區有多座大型商廈（如斯科亞廣場）相繼落成。Markborough和TrizecHahn決定合資在灣街與阿德萊迪街的交界處（即多倫多金融區的心臟地帶）興建一座樓高57層的辦公大樓，成本近10億美元。然而，大樓高度遠遠高於市政府規劃大綱中所容許的上限，並惹來極大爭議。為了換取市政府批准此項目，開發商承諾對新建廉租屋等項目提供8千萬加元資助，並將項目部分土地轉交市政府作興建公園之用（即現時的雲頂花園）。儘管項目往後多年一直沒有成事，該兩項交易條件仍被落實。

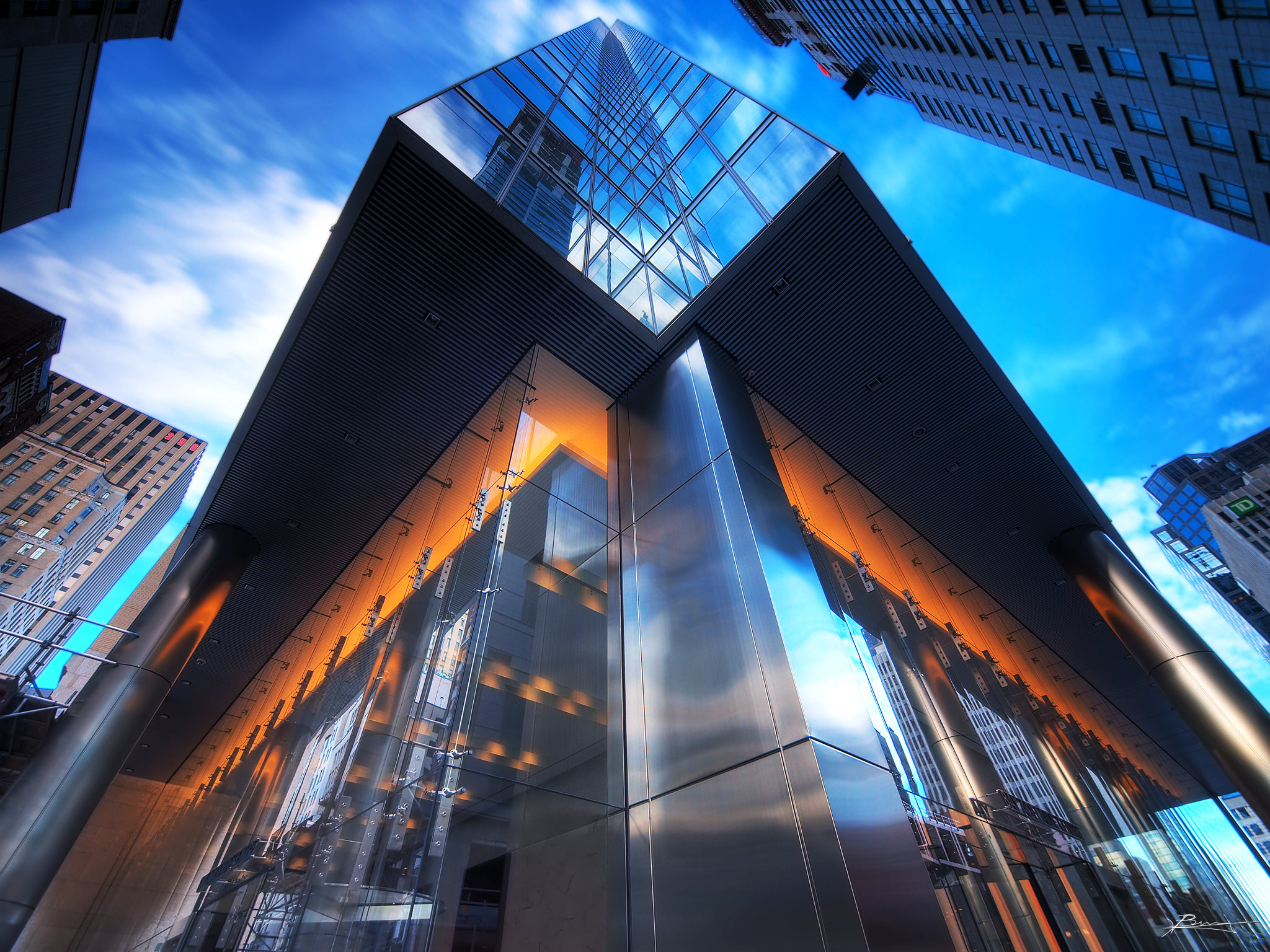
一樓視點

項目於1990年動工，卻遇上經濟衰退，多倫多市內的辦公室空置率更上升至20％。發展商遂喊停項目，而儘管投入項目的資金當時已逾5億元，項目仍於1993年被無限期擱置。停工前完成的只得項目的地下停車庫和有數層高的混凝土骨架，為這個被廢棄的項目在多倫多市中心留下憑證，而建築殘骸則被當地人稱為“掩體”或“樹樁”。該停車庫還是有在運作，地面結構則改裝成廣告看板回收一些金錢。
項目往後曾數度露出曙光。TrizecHahn曾於1998年短暫復工，但因經濟再度衰退造而再次停工。2000年再次傳出項目復工的消息，但隔年TrizecHahn以4900萬元將其持有的50％份額出售予布魯克菲爾德公司。該公司接手後曾意圖將大樓高度減低至40或50層，但後來這一年經濟再次惡化，該項目仍沒有進展。
2005年10月，計劃提交給多倫多市物業發展局。官方資金注入後才逐漸上軌道，之後改變建築計畫並獲得LEED綠建築標章，並結合多倫多市地底名為PATH的地下街行人隧道計畫，最終阿德萊迪灣西大樓2009年完工。

## 外部連結
- Official Website （页面存档备份，存于）
- Emporis （页面存档备份，存于）
- Bay Adelaide Centre Toronto - Deconstruction Photos and Video